# ЗІЛ-4104

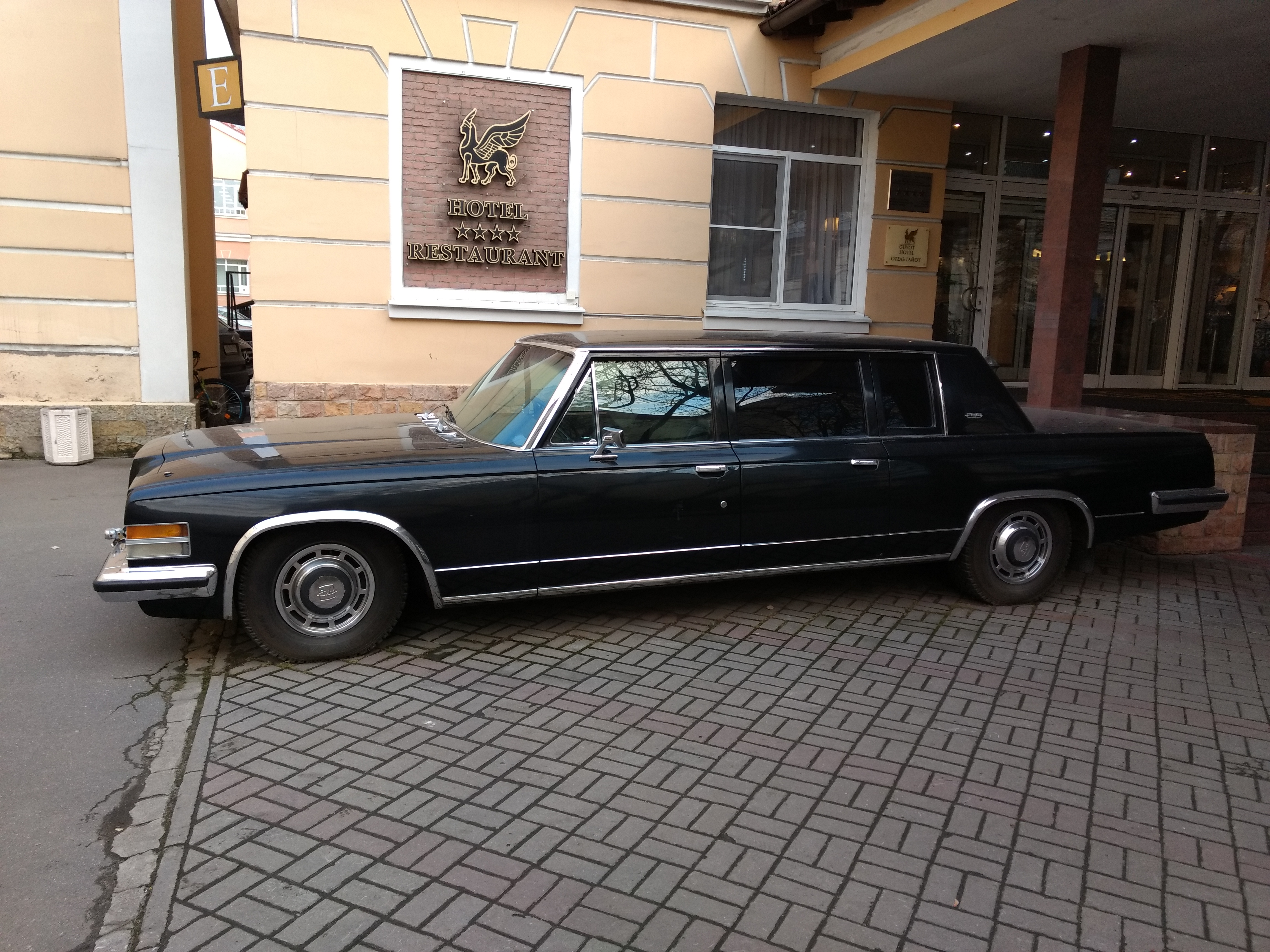
ЗІЛ-115

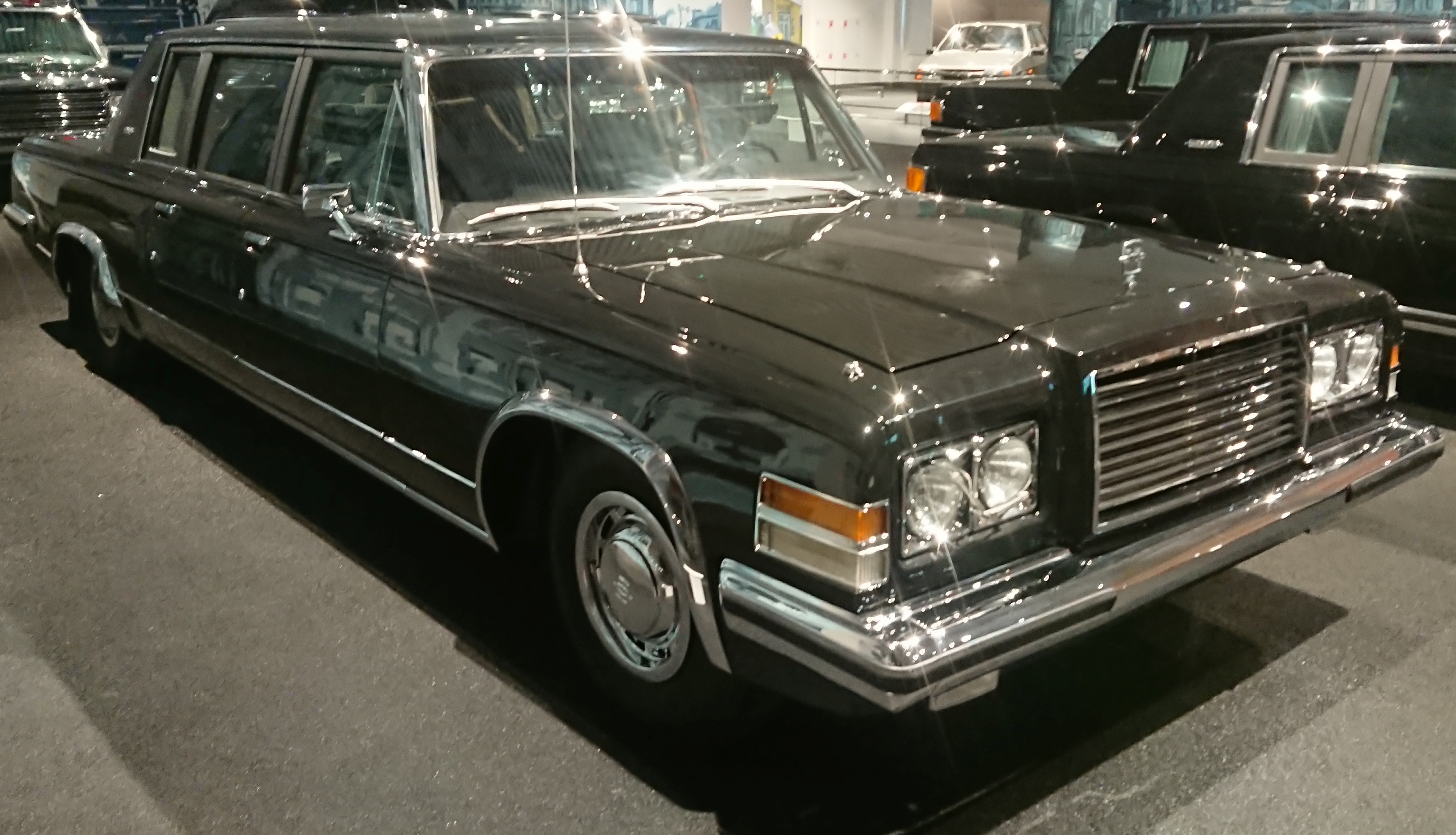
ЗІЛ-115

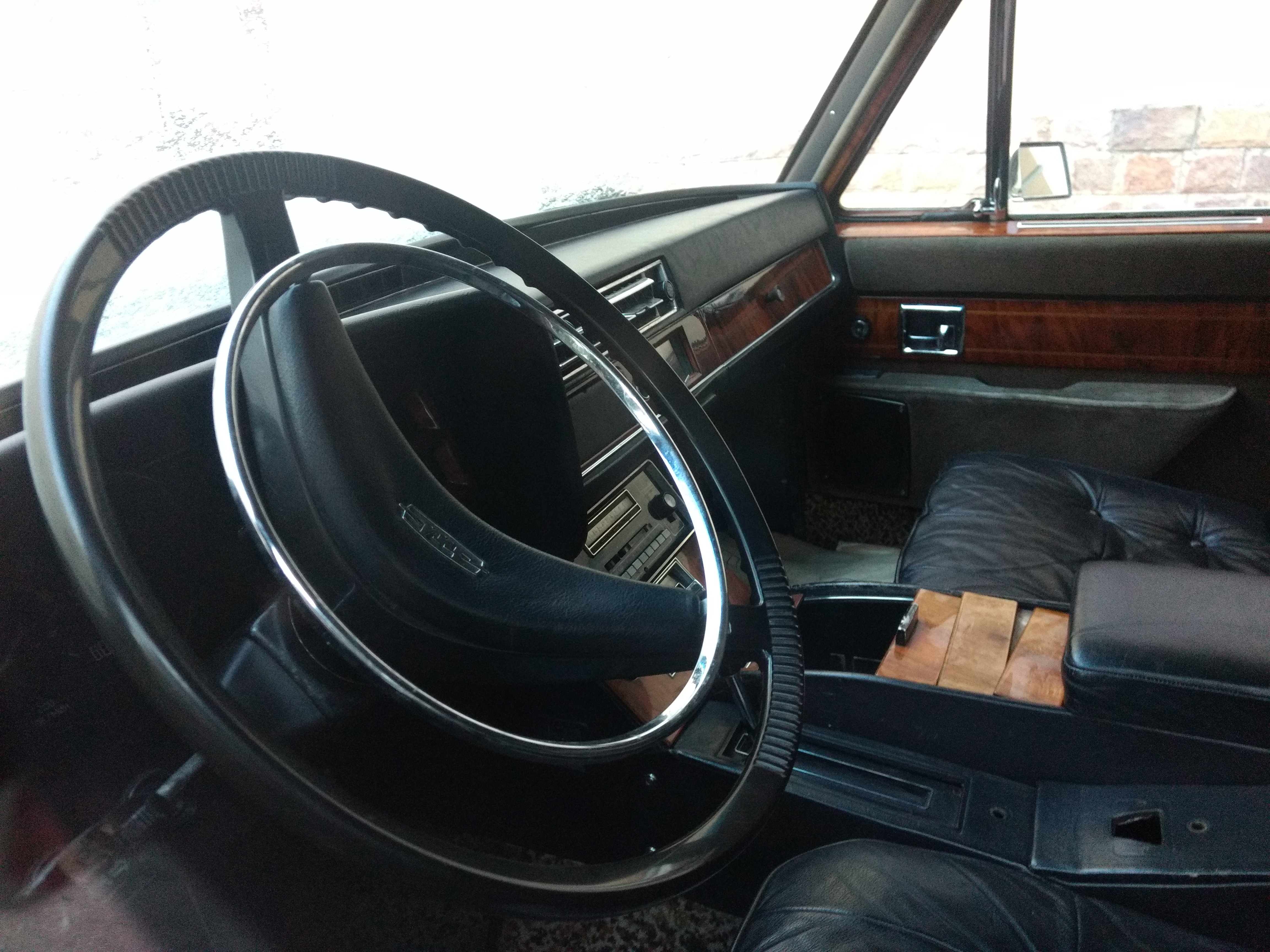

ЗІЛ-4104 — автомобіль представницького класу з кузовом лімузин що випускався заводом ім. Лихачова в 1978-1983 роках. Дослідні автомобілі та автомобілі перших випусків мали позначення ЗІЛ-115, яке згодом було замінено на ЗІЛ-4104, у зв'язку з прийняттям в СРСР нової системи класифікації автомобілів.
У 1983-1985 роках випускався автомобіль ЗІЛ-41045, а в 1986-2002 — ЗІЛ-41047. Вони мали лише деякі зовнішні відмінності від базової моделі, технічно всі моделі серії були однаковими.
Є аналогом Lincoln Continental, Cadillac,  Bentley, Rolls-Royce.